# Bebra-Wissenschaftsverlag
Der Bebra-Wissenschaftsverlag (Eigenschreibweise: BeBra Wissenschaft) ist ein Imprint des Bebra-Verlags. Von 2003 bis 2023 war er ein juristisch eigenständiger Verlag. 

## Geschichte
Der Bebra-Wissenschaftsverlag war 2003 eine Ausgründung des Bebra-Verlags. Seit seiner Gründung widmet sich der Verlag schwerpunktmäßig den Bereichen Zeitgeschichte, Kulturgeschichte, Medizingeschichte, Jüdische Geschichte, Brandenburgische Landesgeschichte, Berlin-Forschung und Militärgeschichte.
Seit 2023 ist er ein Imprint des BeBra Verlags.

## Autoren
Autoren des Verlages sind unter anderem Jürgen Angelow, Friedrich Beck, Helmut Engel, Manfred Görtemaker, Daniel Koerfer, Arkadij Maslow, Klaus Neitmann, Yechiel Shraibman, Peter Steinbach, Johannes Tuchel, Udo Wengst und Hermann Wentker.